# Cultura săsească

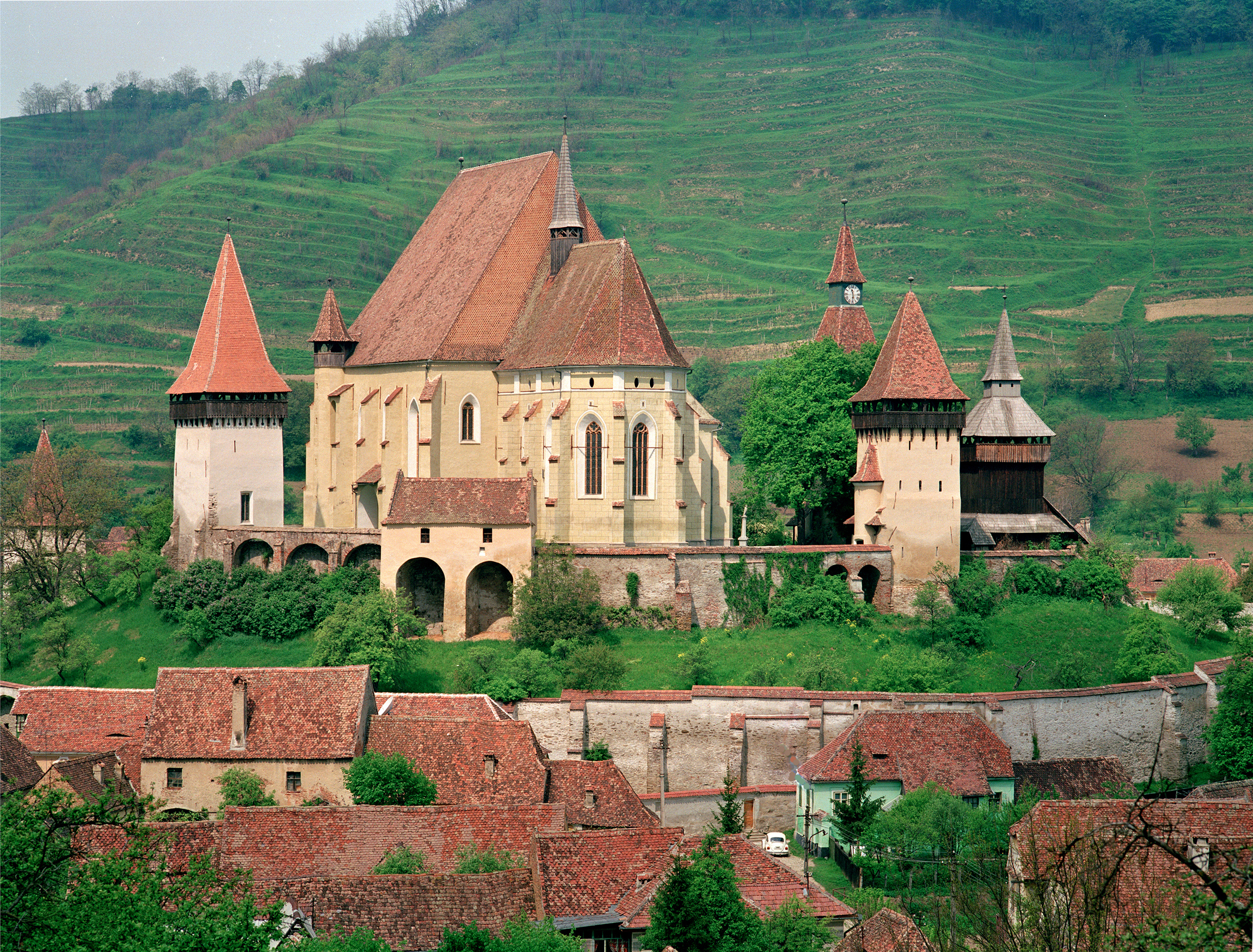
Biserica luterană fortificată săsească de la Biertan (în Birthälm) din județul Sibiu (în Kreis Hermannstadt) este un exemplu arhitectonic important al culturii săsești din Transilvania. Aceasta este un sit UNESCO din 1993 (împreună cu alte astfel de biserici fortificate).

Cultura săsească este cultura regională a sașilor transilvăneni (în germană Die Siebenbürger Sachsen, în maghiară Erdélyi szászok), un grup etnic predominant german (parte a germanilor din România și unul dintre cele mai importante grupuri constitutive ale minorității germane din țară; totodată, înrudiți semnificativ cu luxemburghezii) care a trăit în Transilvania (germană Siebenbürgen), România de la mijlocul secolului al XII-lea încoace, fiind astfel unul dintre cele mai vechi grupuri ale diasporei germane care încă locuiește în Europa Centrală și de Est, alături de germanii baltici (în germană Deutsch-Balten) și țipțerii (în germană Zipser Sachsen sau Zipser).
Cultura regională a sașilor include dialectul lor, mai precis dialectul săsesc (în germană Siebenbürgisch-Sächsisch) care este unul dintre cele mai vechi dialecte ale limbii germane (care este vorbit încă din Evul Mediu Clasic), gastronomia lor, literatura lor, dansurile lor populare, costumele lor tradiționale (în germană Sächsische Trachten), sărbătorile și festivalurile culturale ale acestora, muzica lor tradițională, imnul lor regional (i.e., Siebenbürgenlied), istoria lor, fosta guvernare regională autonomă ca Universitatea Săsească (în latină Universitas Saxonum, în germană Sächsische Nationsuniversität), arhitectura locală reprezentată de numeroasele sate cu biserici fortificate (în germană Kirchenburgen sau Wehrkirchen) sau heraldica lor (inclusiv, cel mai notabil, stema lor cu cele 7 castele/cetăți).

## Vedere de ansamblu

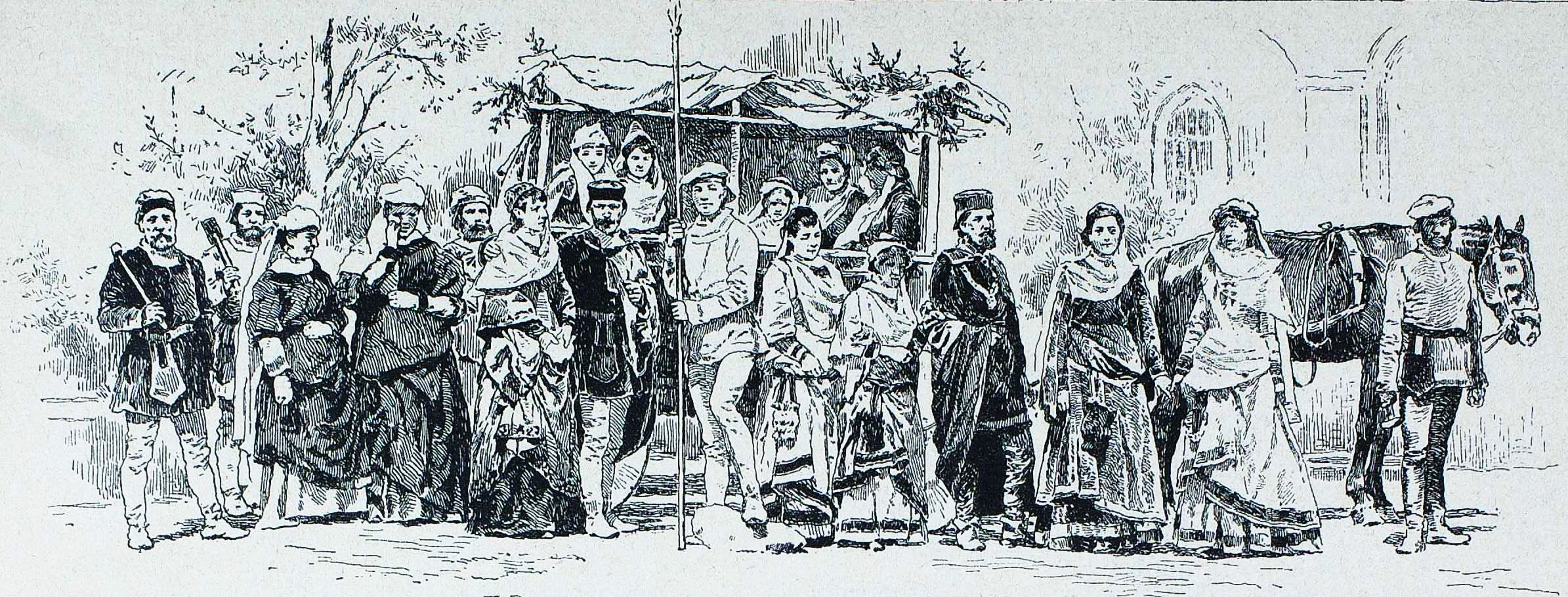
Ilustrație din „Die Gartenlaube” (1884) care înfățișează un grup de sași transilvăneni în Evul Mediu.

Sașii transilvăneni, un grup constitutiv al diasporei germane care a început să se stabilească în Transilvania, România de astăzi, încă din Evul Mediu Clasic (ca parte a procesului general de colonizare germană a Europei de Est, cunoscut în istoriografia germană ca Ostsiedlung), au o cultură regională care poate fi privită ca făcând parte atât din cultura germană mai largă cât și din cea românească.
Trăind continuu timp de secole într-o regiune culturală diversă, cultura lor regională a influențat și pe cea a românilor și maghiarilor din Transilvania și vice-versa. Moștenirea culturii săsești din România este prezentă în arhitectura locală a multor sate, orașele și orașe transilvănene, precum și în bucătăria românească, deoarece anumite feluri de mâncare de origine germană sunt împărtășite între culturile celor două popoare. Originile eclectice ale sașilor transilvăneni ca popor germanic (cu rădăcini puternice din Luxemburg) reliefează cultura lor regională ca una central europeană respectiv vest-europeană (având în vedere originile lor din valea fluviului Rin).

## Dansuri populare
Exemple de dansuri populare săsești din Transilvania includ Königinnentanz (i.e., dansul reginelor) sau der Webertanz (i.e., dansul croitorilor).

## Festivaluri și sărbători culturale

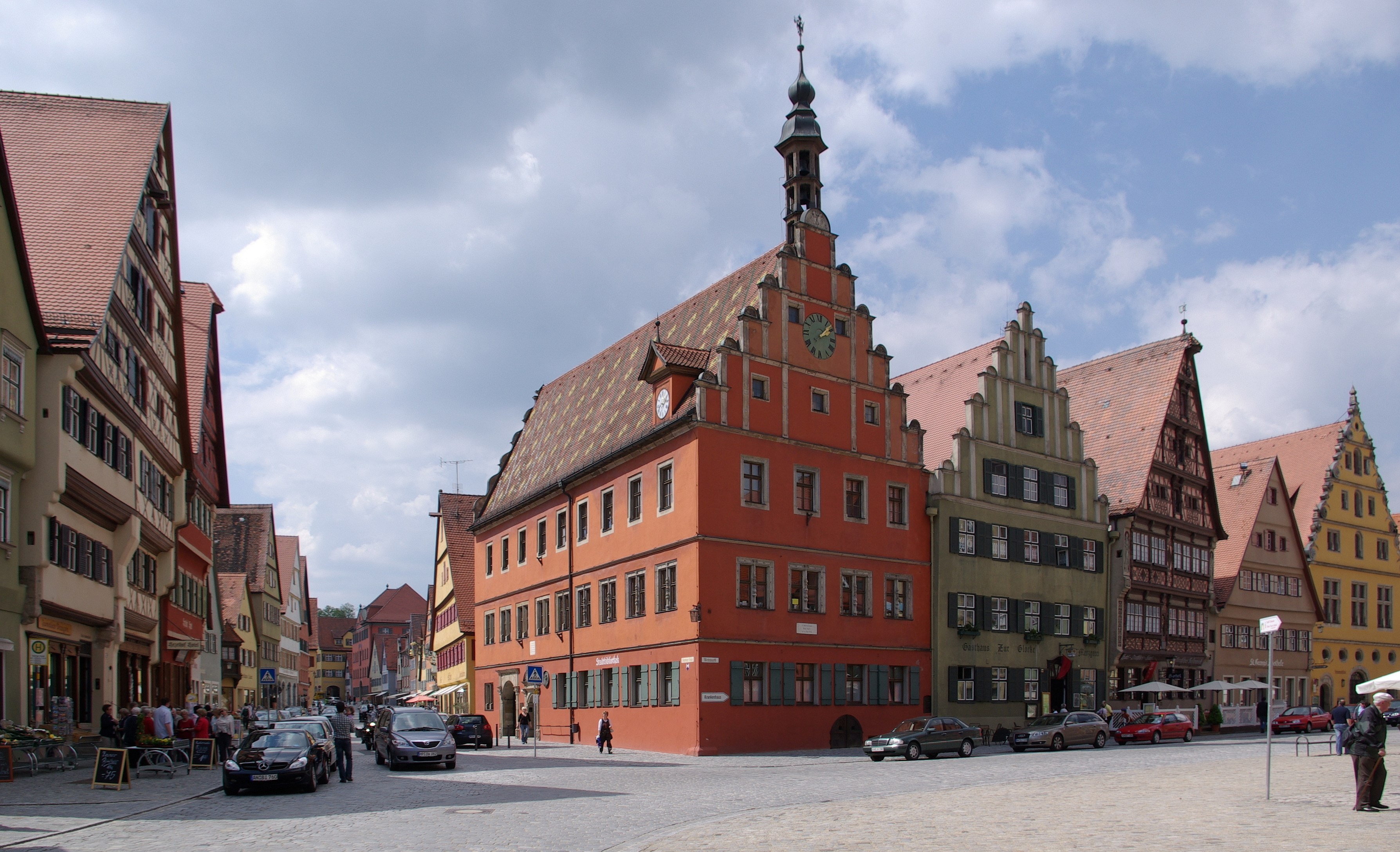
În luna mai, adunarea anuală a sașilor transilvăneni are loc la Dinkelsbühl, Bavaria, sudul Germaniei.

Haferland este numele festivalului cultural săsesc din Transilvania care se desfășoară pe o perioadă de o săptămână. La festival au participat atât români cât și turiști străini. Un alt festival istoric transilvănean săsesc demn de remarcat este Festivalul Coroanei (în germană Kronenfest). Există și adunarea anuală (sau Rusaliile; germană Heimattag) a sașilor transilvăneni care se ține în micul oraș bavarez Dinkelsbühl din sudul Germaniei. Festivalul respectiv se desfășoară anual în luna mai.

## Arte vizuale
În ceea ce privește artele vizuale, sașii au excelat la pictură prin operele următorilor reprezentanți artistici: Friedrich Miess, Fritz Schullerus, Trude Schullerus, Arthur Coulin, sau Edith Soterius von Sachsenheim, aceasta din urmă emigrată în Anglia.

## Religie
Religia a fost (și este până în prezent) o parte foarte importantă a culturii săsești. În trecutul îndepărtat, mai precis în timpul Evului Mediu Clasic până la Reformă, sașii transilvăneni erau romano-catolici. După Reformă, marea majoritate a sașilor transilvăneni au devenit luterani, adoptând Confesiunea de la Augsburg printr-o convertire colectivă pașnică. În zilele noastre, mica comunitate de sași transilvăneni rămasă încă în România este reprezentată religios de Biserica Evanghelică de Confesiune Augustană din România (în germană Evangelische Kirche A.B. [Augsburgischen Bekenntnisses] in Rumänien).

## Contribuții în cadrul culturii românești

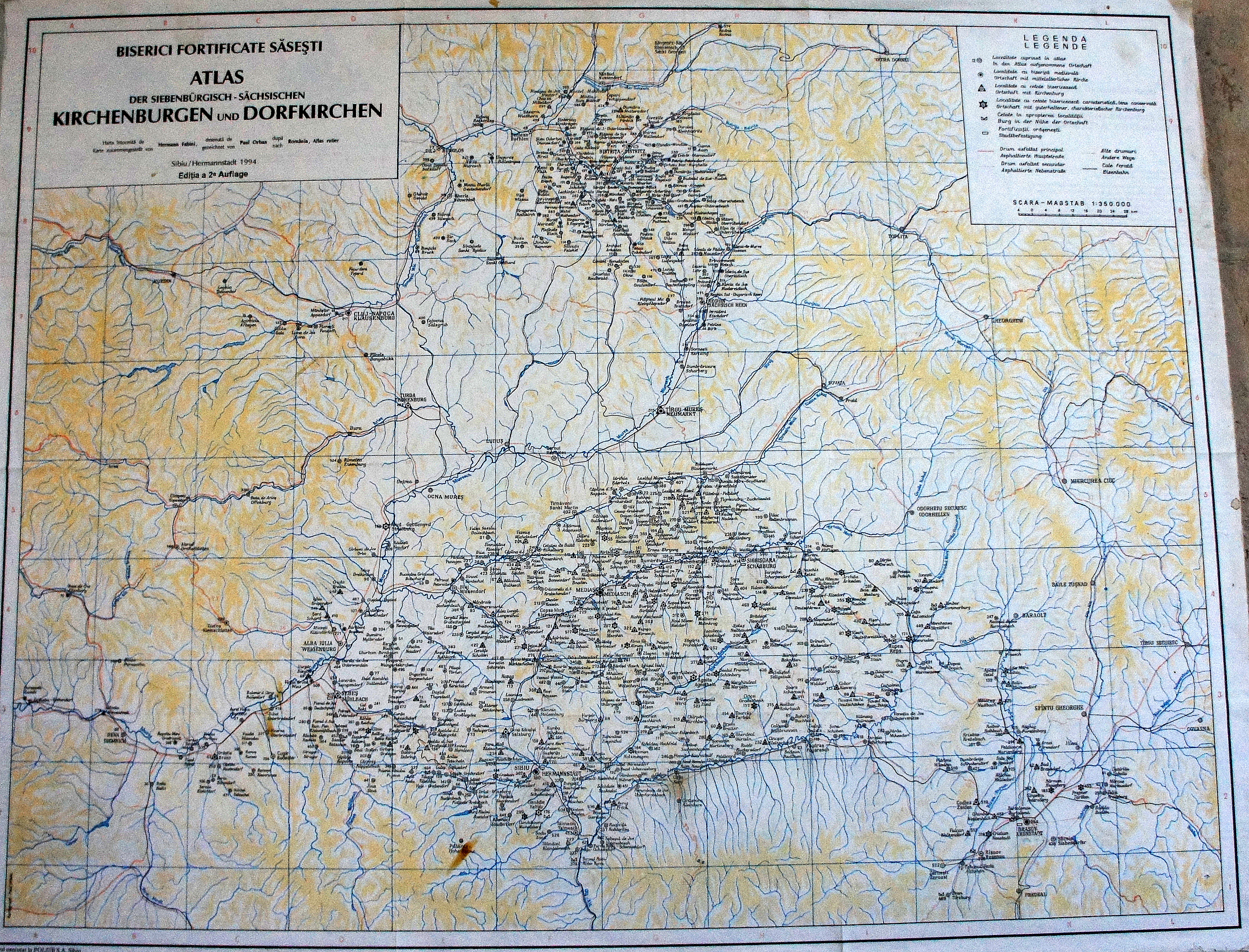
Hartă înfățișând bisericile fortificate săsești din Transilvania.

Sașii transilvăneni au contribuit în mod semnificativ la cultura românească prin moștenirea lor istorică și prin coabitarea lungă de secole cu românii din sudul, sud-estul și nord-estul Transilvaniei. Moștenirea lor în aceste zone ale Transilvaniei este cel mai bine reprezentată de așezările rurale fortificate care sunt situri recunoscute de UNESCO în Patrimoniul Mondial. Se estimează că au existat c. 300 (sau chiar mai mult de 300 după o anumită estimare) de astfel de așezări fortificate cunoscute sub numele de kirchenburgen (i.e., biserică fortăreață) în germană. Cu toate acestea, în prezent, numărul celor care nu au căzut încă în ruină este semnificativ mai mic, estimat la 150–200.
Contribuțiile sașilor transilvăneni la cultura română includ, de asemenea, un număr semnificativ de împrumuturi din germană în română, în special desemnând titluri sau instrumente profesionale (vezi și termeni români derivați din germană pe Wikționar). În lexicul românesc, există, de asemenea, o influență semnificativă care provine din germana austriacă (în germană Österreichisches Hochdeutsch).

## Contribuții pentru umanitate
Sașii transilvăneni au adus contribuții remarcabile omenirii în domeniul științei și tehnologiei, pionierând propulsia navelor spațiale prin lucrările inginerilor Conrad Haas și Hermann Oberth.

## Galerie

Steagul și stema sașilor transilvăneni
Schuster Dutz, scriitor umorist sas în dialectul săsesc
Josef Haltrich, scriitor sas de basme
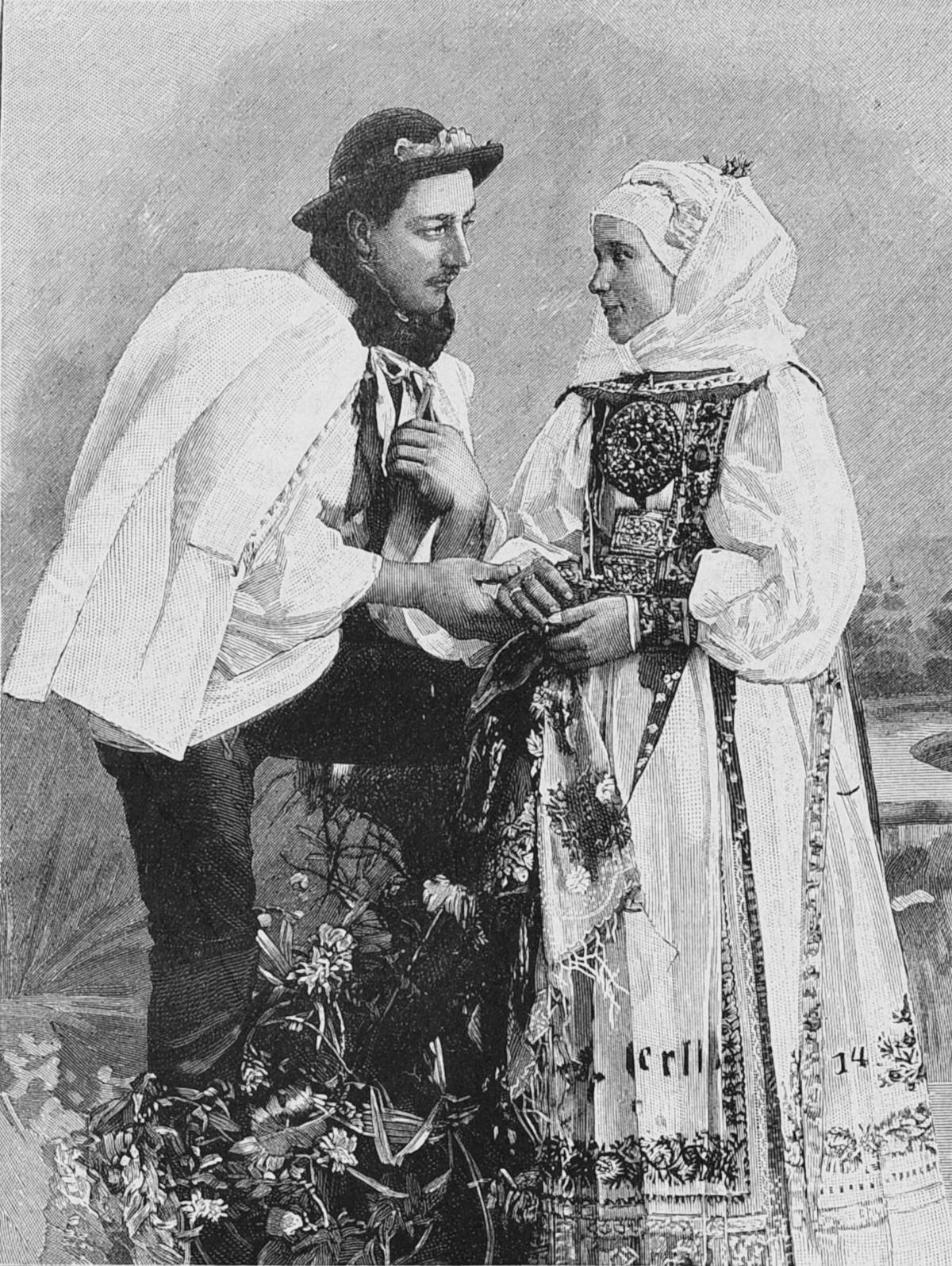
Cuplu săsesc în port tradițional
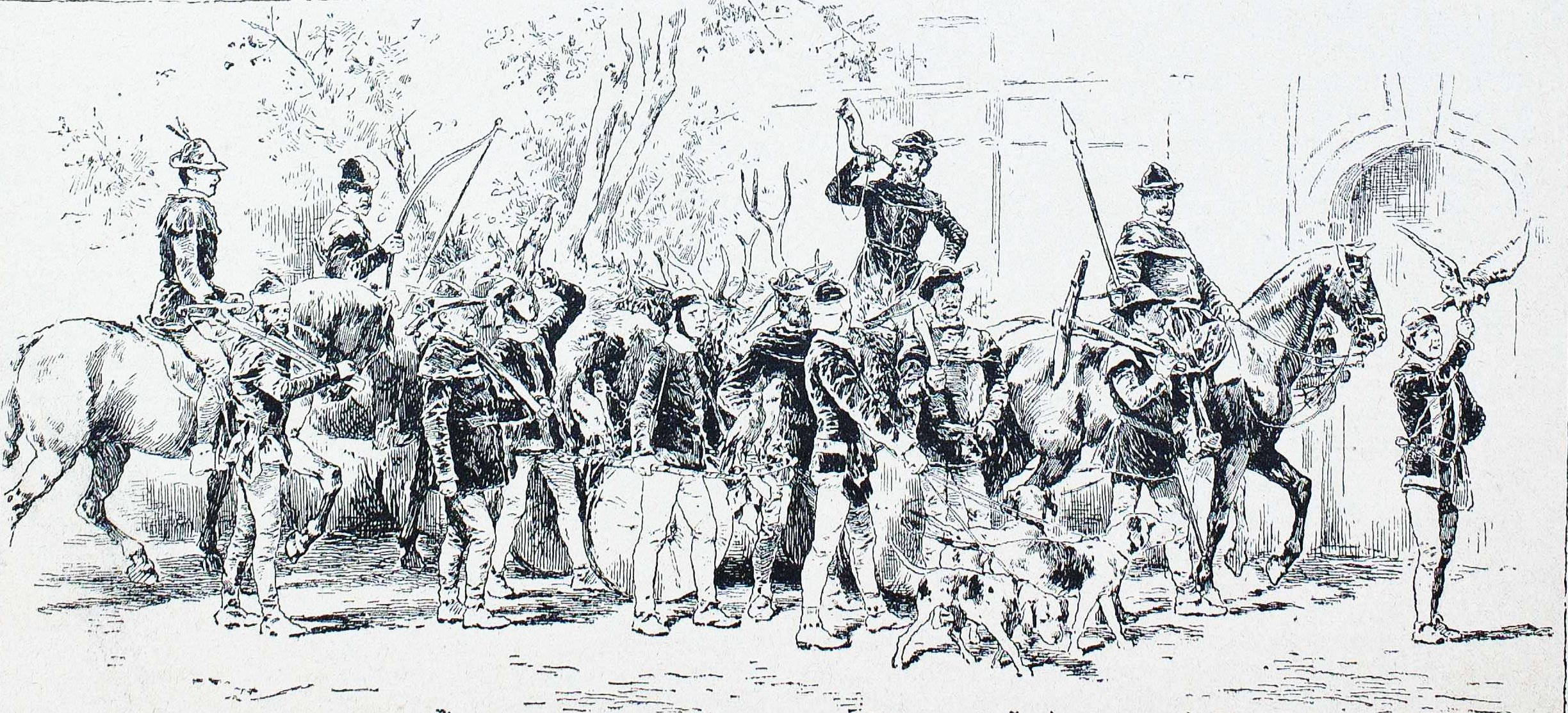
Gardieni medievali sași, ilustrație din „Die Gartenlaube” (1884)
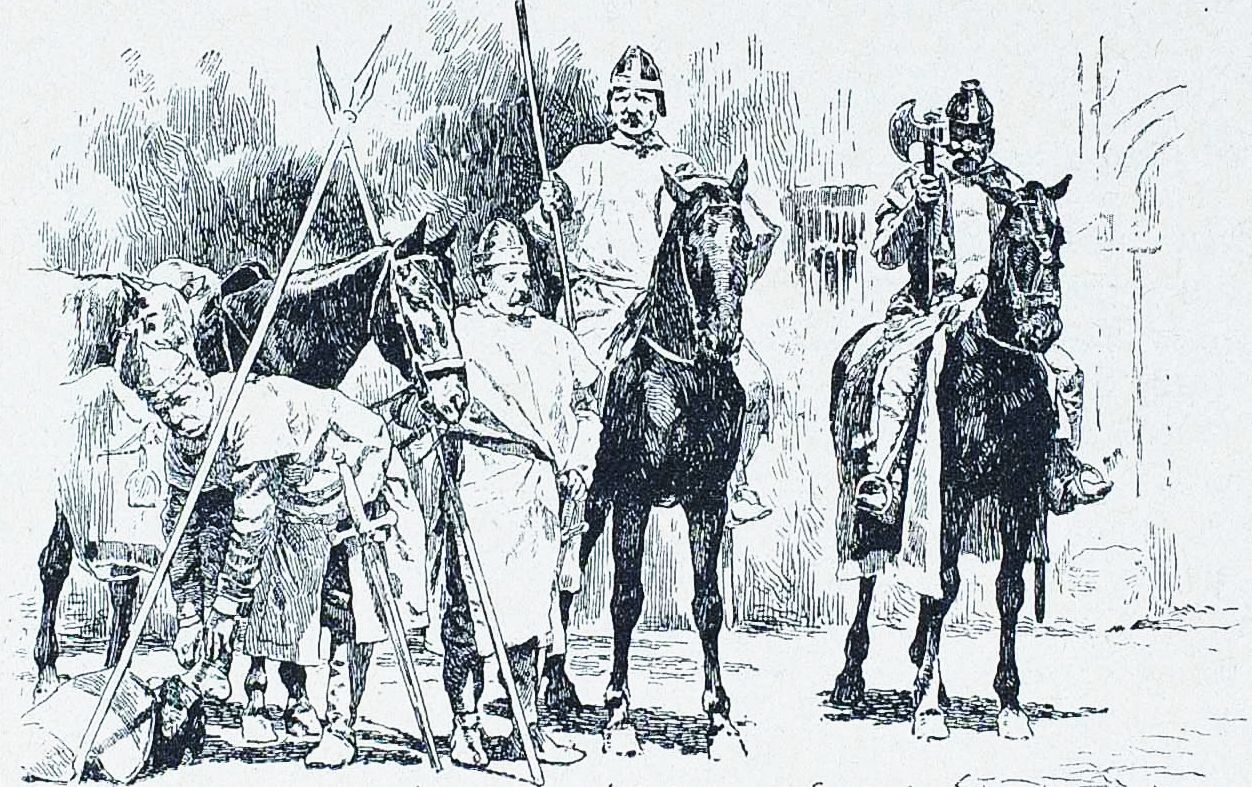
Gardieni medievali sași, ilustrație din „Die Gartenlaube” (1884)
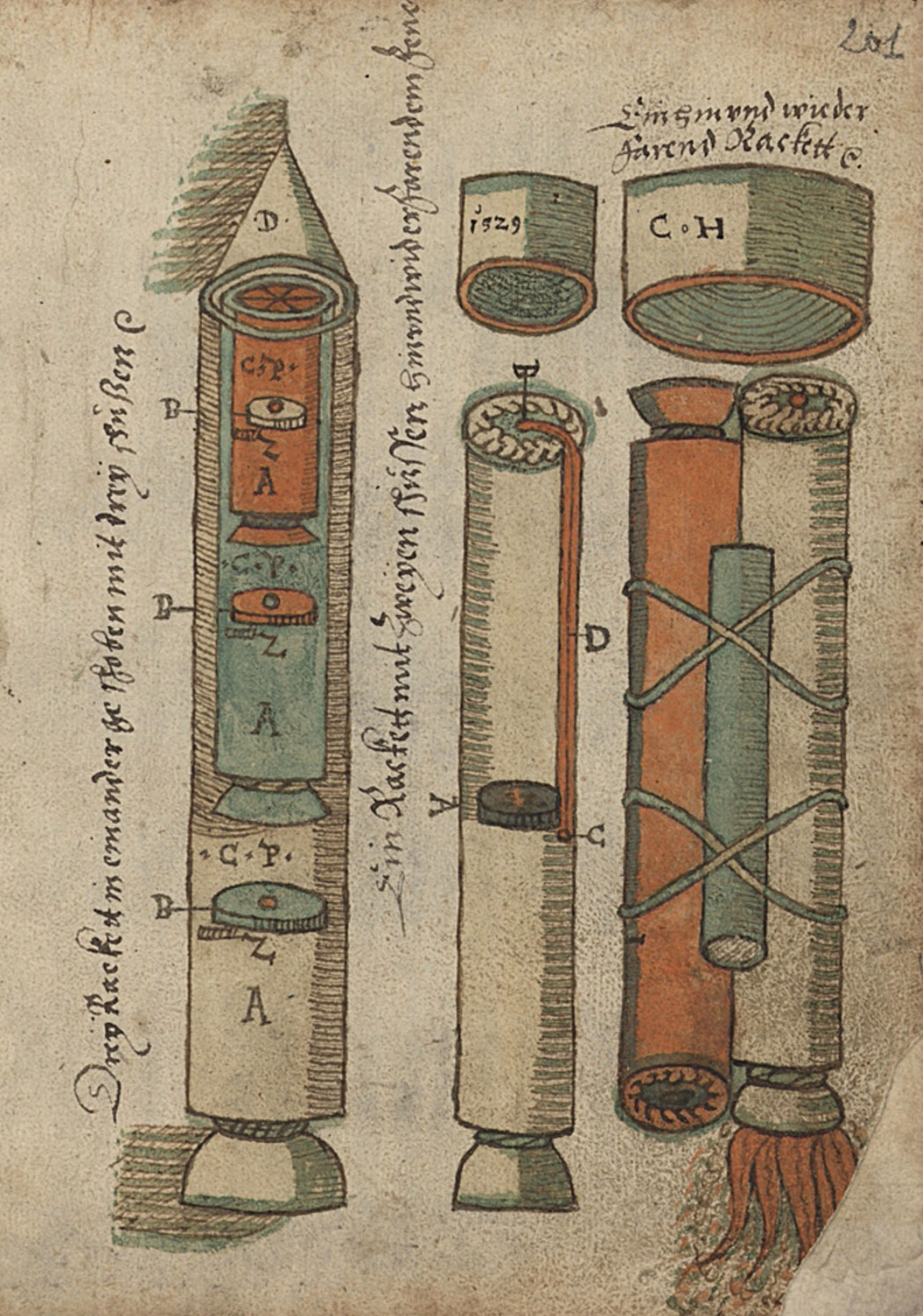
Model al prototipului de rachetă a lui Conrad Haas
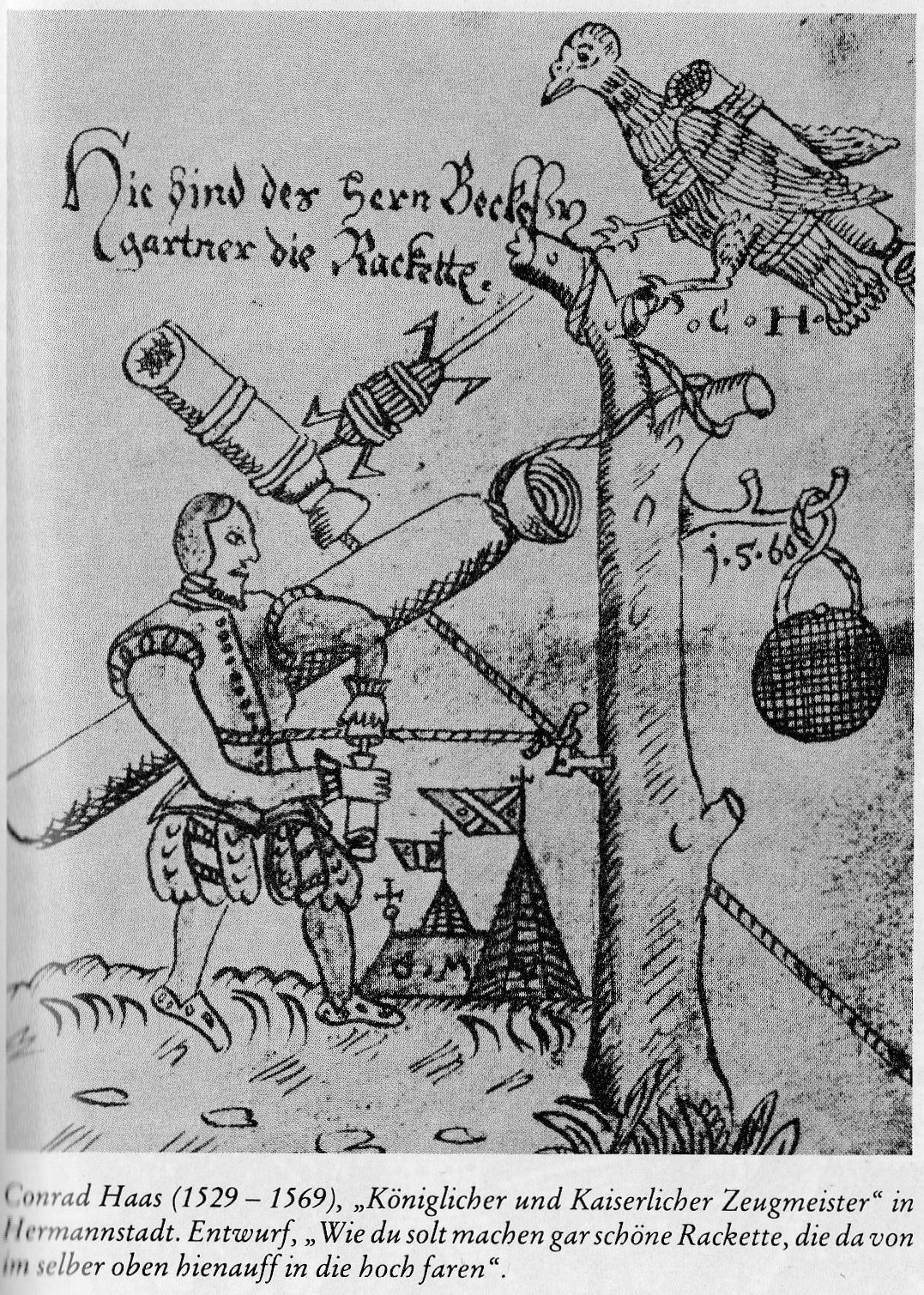
Descrierea prototipului timpuriu de rachetă a lui Conrad Haas
Muzeul „Casa săsească” din comuna Livezile (în germană Jaad), județul Bistrița-Năsăud
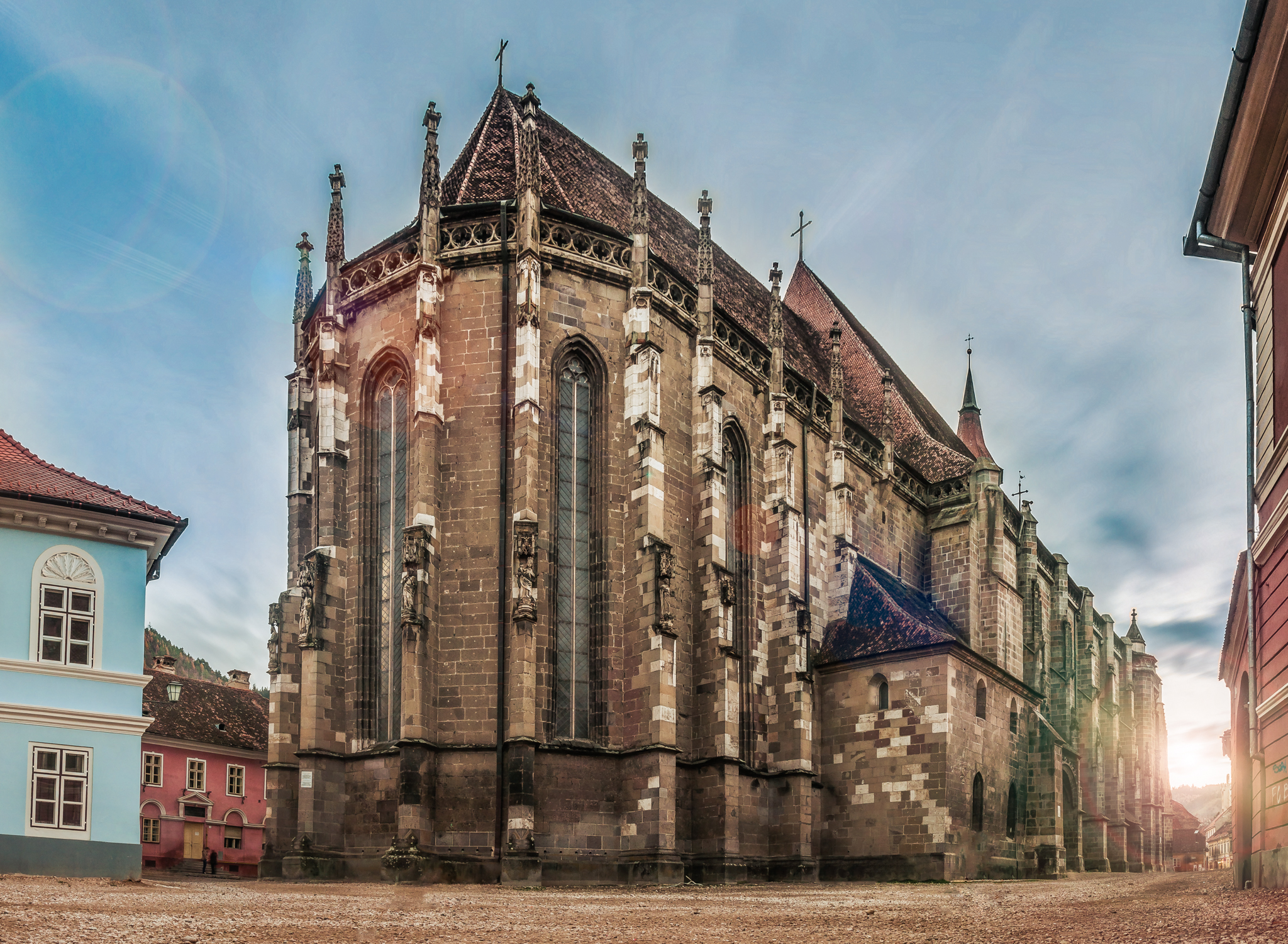
Biserica Neagră (în germană Die Schwarze Kirche) în Brașov (în germană Kronstadt), cea mai mare biserică gotică din sud-estul Europei
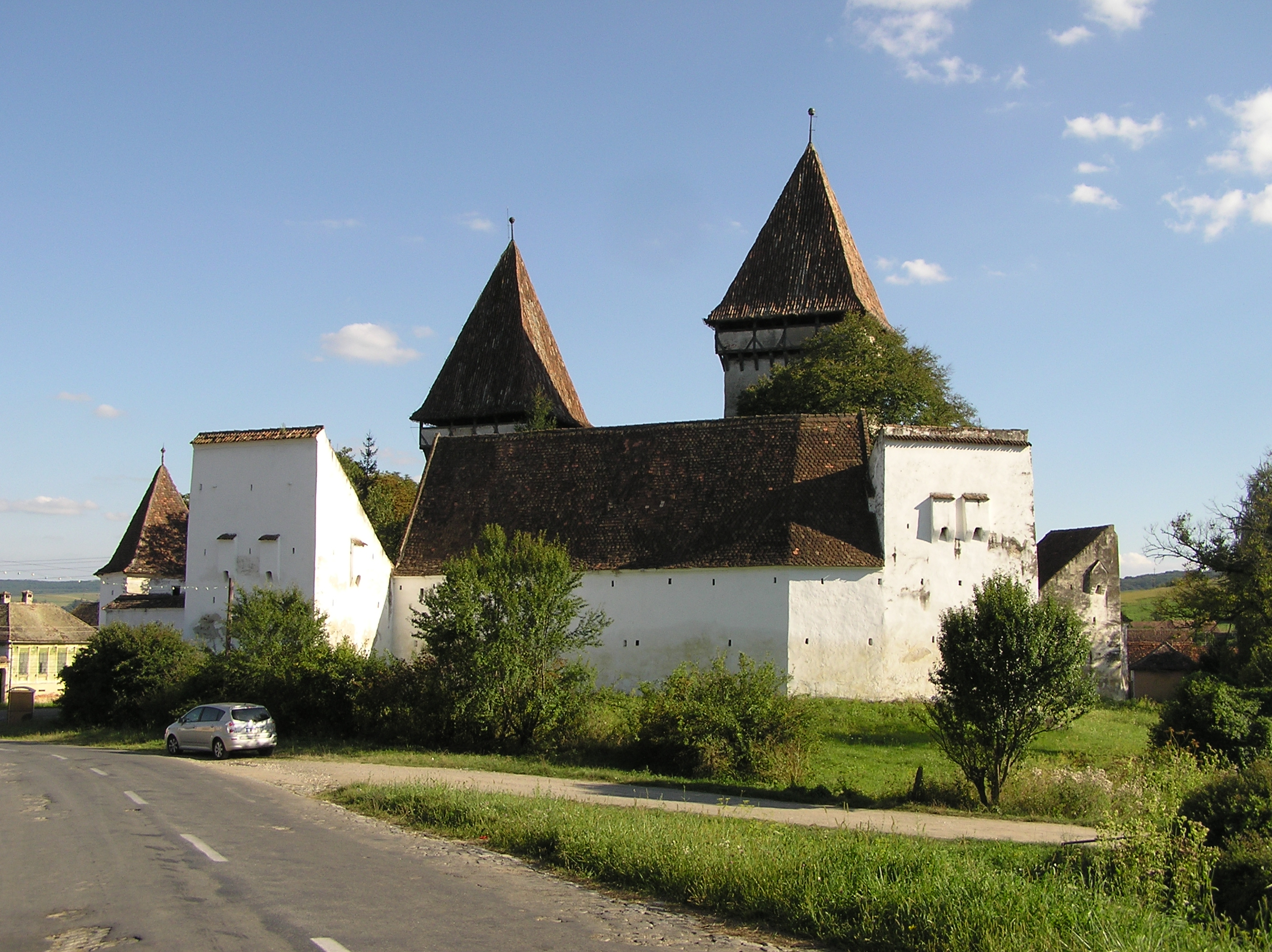
Biserica fortificată luterană de la Dealu Frumos (în germană Schönberg), Merghindeal (în germană Mergeln), județul Sibiu, care aparține comunității locale de sași transilvăneni
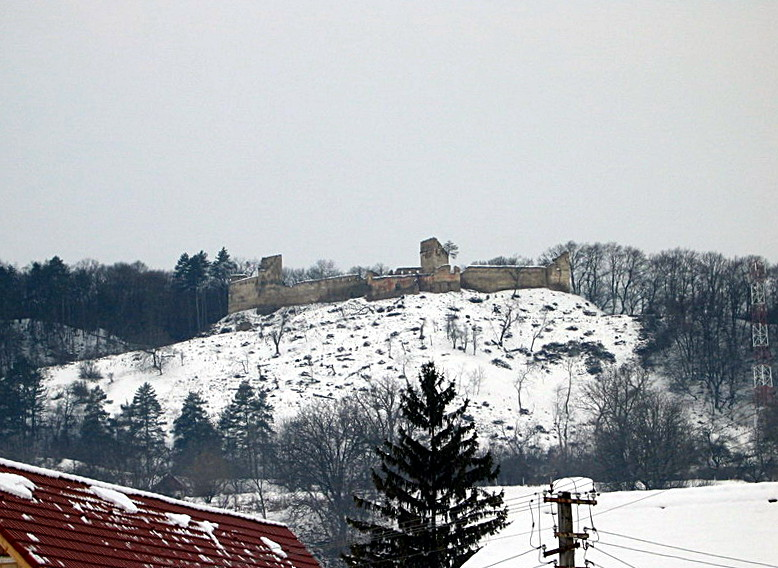
Cetatea țărănească fortificată din Saschiz (în germană Keisd sau Hünenburg)
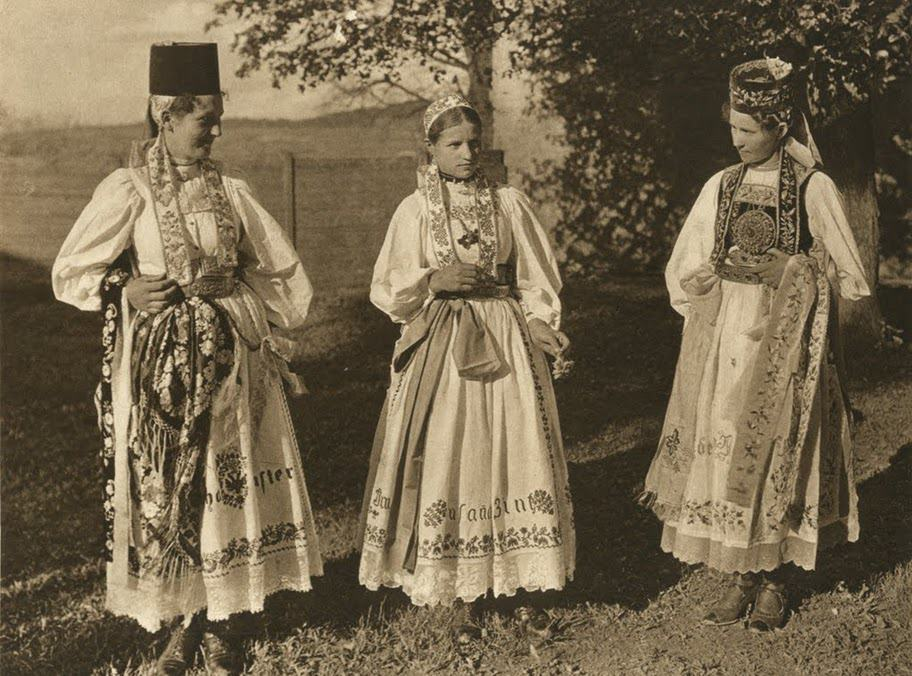
Săsoaice din Roșia (în germană Rothberg) în costume tradiționale (în germană Sächsische Trachten)
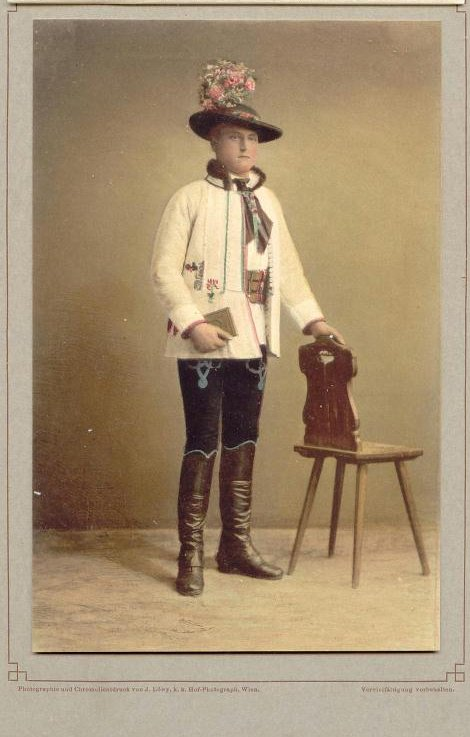
Tânăr sas în costum tradițional (fotografie color)
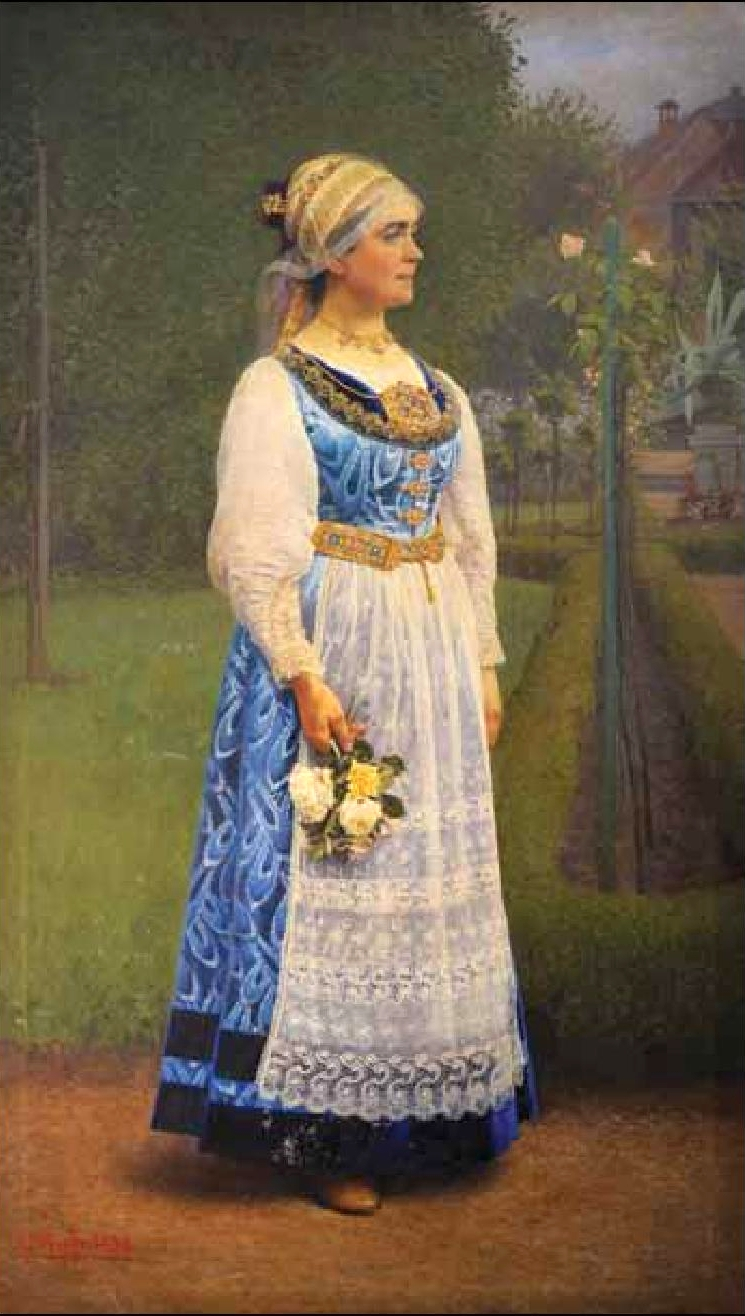
Săsoaică în costum tradițional, portret de pictorul sas Friedrich Miess
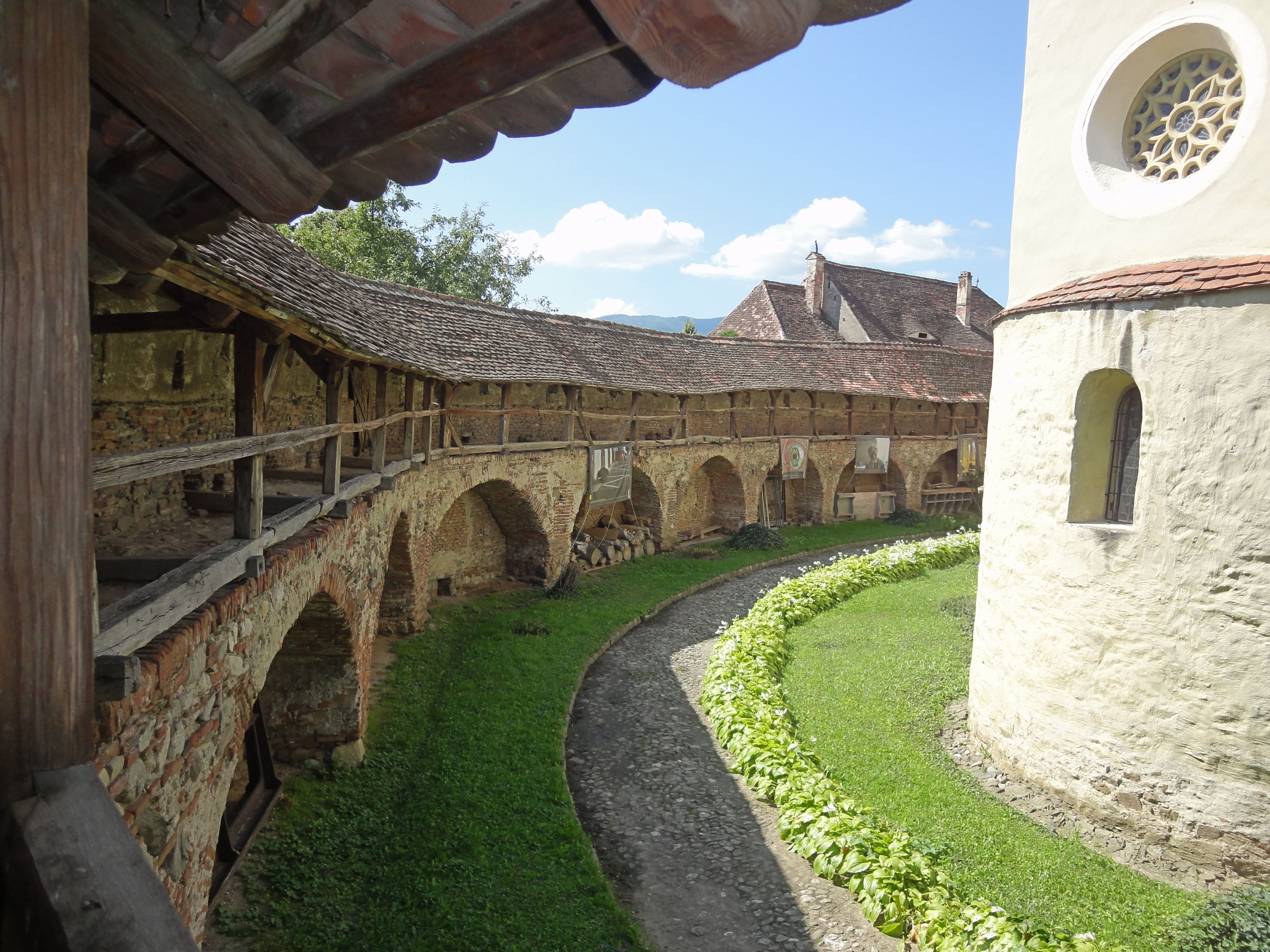
În interiorul bisericii fortificate luterane săsești din Cisnădie (în germană Heltau)
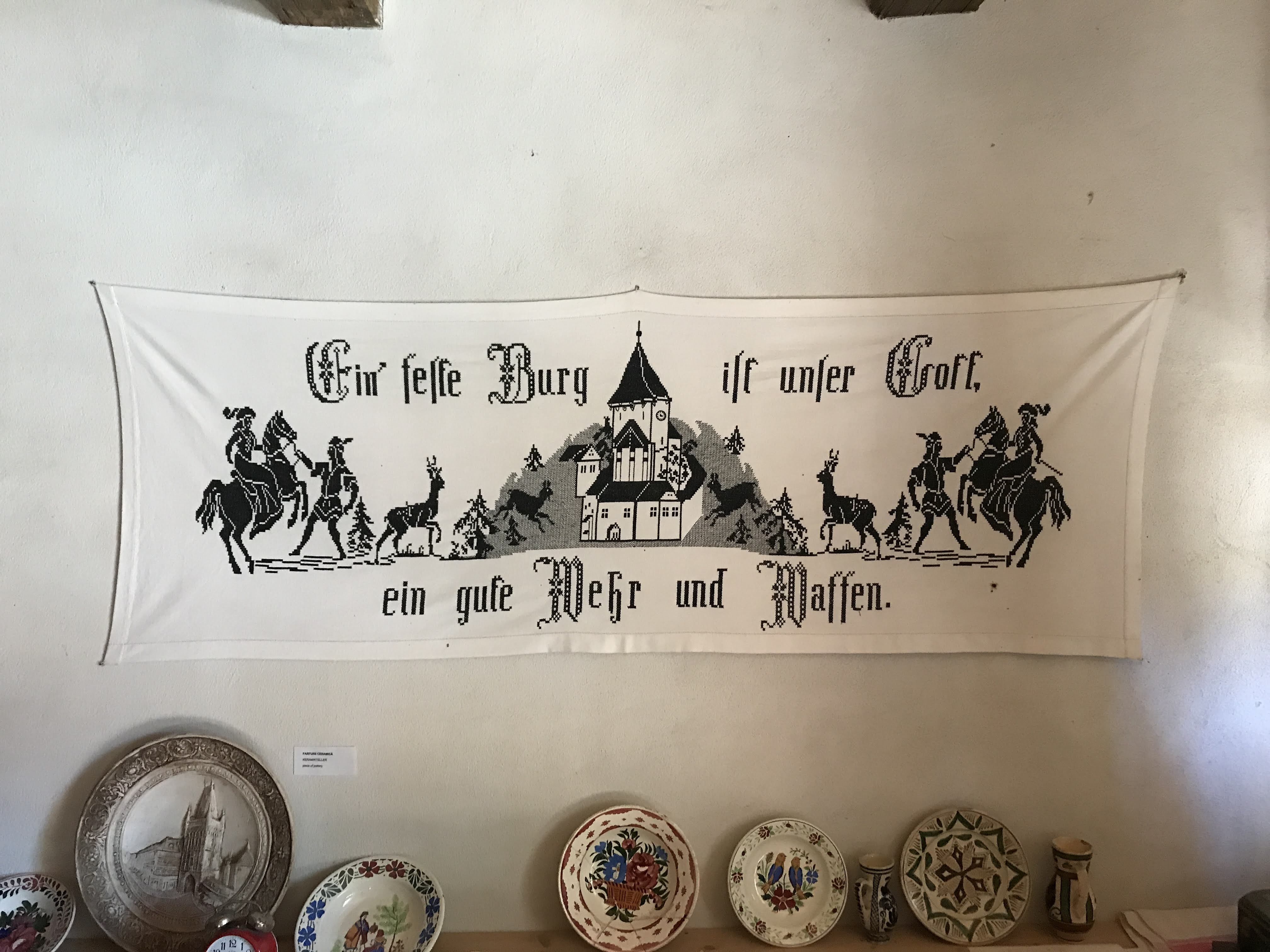
Covor tradițional săsesc cu inscripția în limba germană „Ein feste Burg ist unser Gott” de la biserica fortificată din Axente Sever (germană Frauendorf)
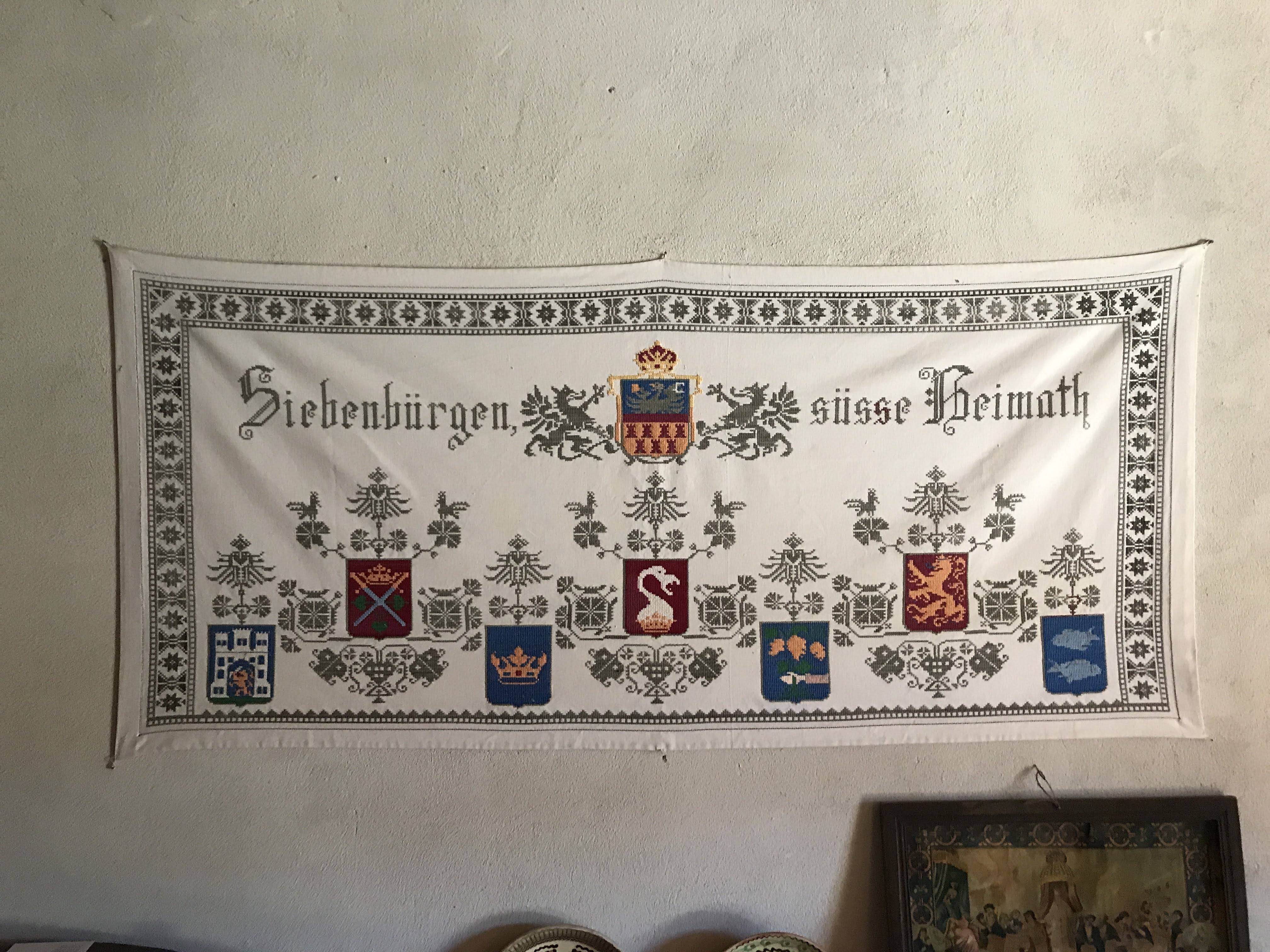
Covor tradițional săsesc cu inscripția în limba germană „Siebenbürgen süsse Heimath” (i.e., „Transilvania, dulce patrie”) de la biserica fortificată din Axente Sever
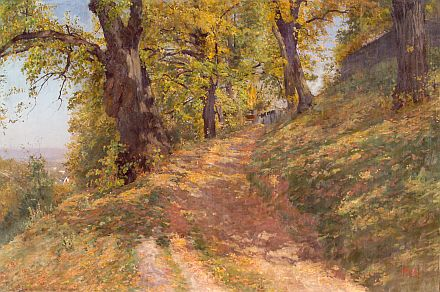
Peisaj de toamnă de pictorul sas Friedrich Miess
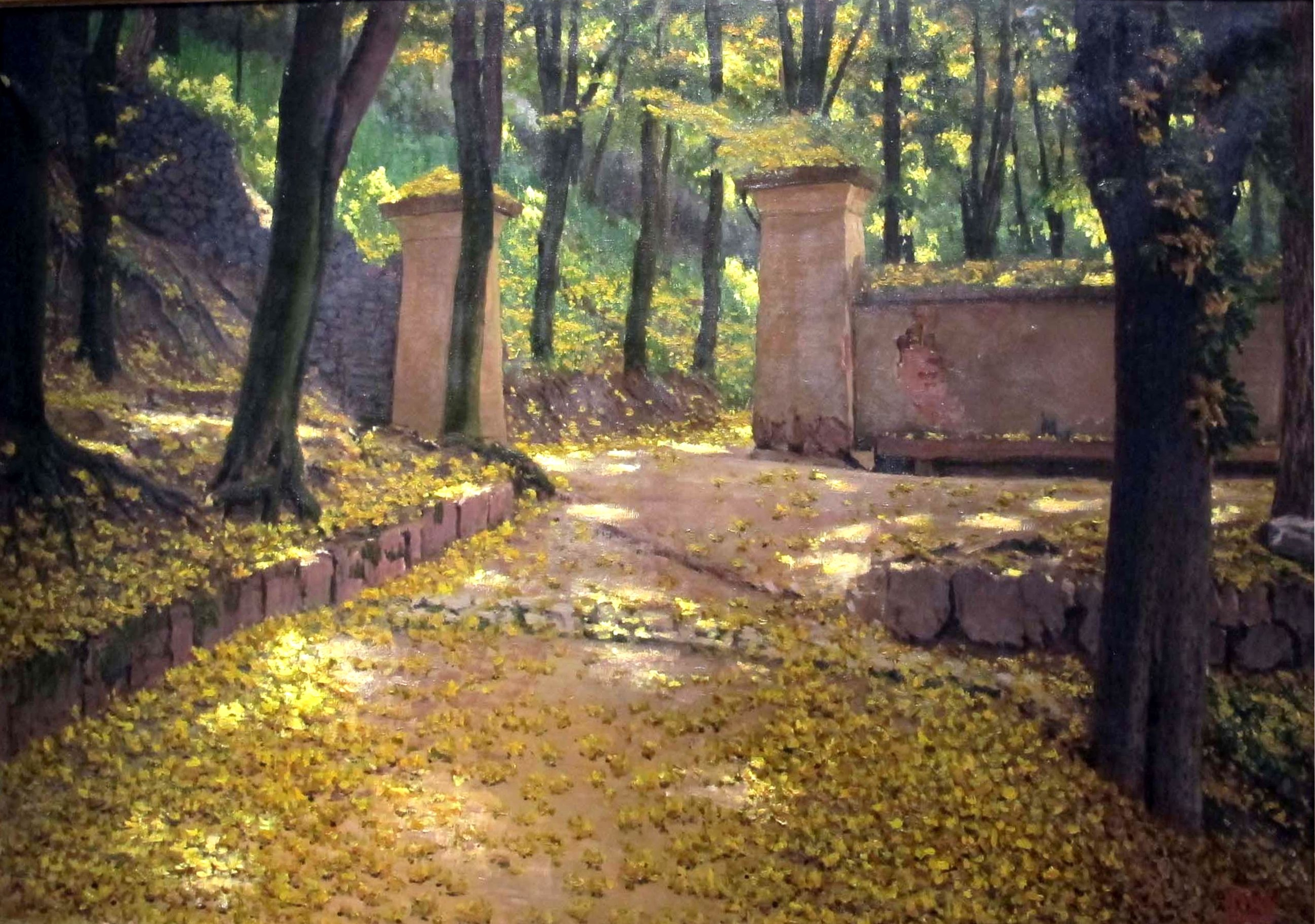
Peisaj de toamnă de pictorul sas Friedrich Miess